# Halo (structure)
Pour les articles homonymes, voir Halo.
 (octobre 2019).
Si vous disposez d'ouvrages ou d'articles de référence ou si vous connaissez des sites web de qualité traitant du thème abordé ici, merci de compléter l'article en donnant les références utiles à sa vérifiabilité et en les liant à la section « Notes et références ».
Halo est, dans l'univers éponyme, une vaste structure en forme d'anneau, possédant une atmosphère et une structure géologique analogues à celle de la Terre. À l'origine, il en existait douze. Les sept restants sont dispersés dans la galaxie et baptisés « Installations ». Les Installations ont été bâties par les Forerunners, qui y ont disposé chaque fois les mêmes édifices. Chaque Halo est géré par une intelligence artificielle autonome baptisée Monitor, disposant elle-même d'une armée de robots de combat : les Sentinelles.

## Caractéristiques
Les Halo ont été construits par les Forerunners pour contrôler le Parasite, race extraterrestre parasitaire extrêmement virulente. La fonction principale des Halo est donc d'abriter le Parasite et de le séquestrer. Si cela ne suffisait pas pour l'empêcher d'agir, les Halo disposent d'une machinerie complexe, faisant d'eux des armes dévastatrices. En activant un Halo, ce dernier envoie un rayon dévastant toute forme de vie intelligente pouvant abriter le parasite dans les environs. Les 7 installations ont donc été placées de manière que leur rayon d'action couvre notre galaxie et plusieurs autres aux alentours.
Un Halo ne peut être activé qu'en plaçant une clé, baptisée Index (ou Icône Sacrée pour les Covenants), dans une fente prévue à cet effet dans la Salle de Contrôle. L'Index se trouve dans la Bibliothèque, gigantesque édifice construit dans le seul but de protéger la clé. Une condition est cependant fixée : l'activateur de l'anneau, nommé Dépositaire, doit à tout prix être un Forerunner ou un de leurs héritiers humains.
Le Monitor dispose d'une grille de téléportation puisant dans les réserves d'énergie de la structure et lui permettant de se matérialiser rapidement n'importe où dans l'installation.
Un édifice, l'Installation 00, ou Arche, s'active si la séquence d'activation d'un Halo est interrompue (c'est-à-dire si l'Index est retiré de sa fente avant que le Halo n'ait pu faire feu). L'Arche permet d'activer simultanément tous les Halo, sans Index. Cependant, une main humaine est toujours nécessaire pour enclencher la séquence d'activation. En outre l'Arche peut construire un nouvel Halo si l'un d'entre eux devait être détruit.

## Installations

### Installation 01
L'Installation 01 est l'un des sept anneaux Halo. Comme beaucoup d'autres Halo, il est quasiment inconnu. Tout ce que l'on sait, c'est qu'il est passé en mode veille après avoir reçu un signal en provenance de l'Installation 05, à la suite de l'arrêt de la séquence de tir. Sa surface est glacée, et il y fait trop froid pour que l'être humain puisse y vivre.

### Installation 03 (ou Halo Gamma)
L'Installation 03 est gérée par le Monitor 049 Abject Testament, qui possède une lueur orange.
On sait peu de chose sur ce Halo. Il semble avoir une surface rouge et craquelée, indiquant vastes déserts et ce qui semble être de l'activité volcanique. Bien que l'activité volcanique de la Terre soit causée par le déplacement des plaques tectoniques et la statique, la structure artificielle des anneaux Halo ne permet pas un tel mouvement.
En 2552, lors de la bataille de l'Installation 05, un signal fut envoyé à ce Halo pour le mettre en mode veille. Une source venant de la Salle de contrôle de l'Installation 05 a montré que l'Installation 03 était prête à tirer en cas de demande.
Une lecture plus complète a été observée sur l'Arche, montrant la partie intérieure de l'anneau à couvrir dans ce qui semble être du matériel volcanique, lors de la bataille de l'Installation 00.
En Mars 2553, l'Installation 03 est étudiée par la station de recherche Ivanoff. En 2557, l'UNSC y découvrit un artéfact forerunner, le Recomposeur, qui était tellement massif qu'il fallut trois mois et le plus grand vaisseau de l'UNSC pour le transporter jusqu'à la station. Peu après, un accident ayant eu lieu au cours de l'étude de l'artéfact permis de découvrir les coordonnées du monde Forerunner Requiem.

### Installation 04 (ou Halo Alpha)
L'Installation 04 fut la première découverte par les Covenants. Elle est située dans le système Soell, composée notamment de Threshold, une géante gazeuse autour de laquelle l'installation orbite, et de Basis, sa lune. Le Pillar of Autumn la trouva en utilisant les symboles gravés sur une pierre, découverte à Cote d'Azur, une ville d'Epsilon Eridani, et en décidant de les comparer à des positions d'étoiles...
L'Installation 04 est gérée par le Monitor 343 Guilty Spark, qui possède une lueur bleue. La salle de contrôle de l'installation est située dans une région neigeuse.
Cette installation est la seule à avoir été détruite. Elle explosa en plusieurs morceaux, après que le Pillar of Autumn, qui s'y était écrasé, s'autodétruise à la suite de la surcharge de ses réacteurs, sous l'impulsion de John-117 et de Cortana.

### Installation 05 (ou Halo Delta)
Halo Delta est une installation située dans le système Coelest, composé entre autres de la géante gazeuse Substance, autour de laquelle orbite l'anneau. Halo 2 relate comment les Covenants sont arrivés, vraisemblablement par hasard, sur Terre, concentrant les assauts sur la New Mombasa. Lorsque la bataille tourna en défaveur des forces Covenant, le Prophète du Regret covenant prit la fuite en faisant un saut hyper-spatial. Le commandant Miranda Keyes poursuivit le vaisseau à bord de la frégate In Amber Clad. Emportée par le champ de saut hyper-spatial du croiseur covenant, elle arriva ainsi près de l'installation 05.
Il apparaît clairement au cours du jeu que le Halo Delta n'est plus sous le contrôle de son monitor : un parasite plus évolué, le Fossoyeur, semble contrôler en grande partie l'installation. Par ailleurs, le monitor (2401 Pénitent Tangent) est prisonnier du Fossoyeur.
La séquence d'activation de ce Halo a été enclenchée mais le Sergent Johnson, l'Arbiter et le commandant Miranda Keyes stoppèrent la séquence de tir en retirant l'index de la machine. Cet arrêt non prévu par le programme déclencha une communication avec l'Arche pour permettre l'activation des Halo.
 (septembre 2016).
Améliorez-le ou discutez des points à vérifier. 

### Installation 07
Le Halo 07 est une installation située dans un système inconnu à ce jour. On sait peu de chose sur ce Halo, à part qu'il est passé en mode veille après l'arrêt de la séquence de tir sur le Halo Delta. Sa surface est inhabitable, et son paysage est fait de déserts et de montagnes. Le monitor de cette installation est inconnu.

### Installation 04(B) ou installation 08
L'installation 04(B) est la copie de l'installation 04.
À la suite de la destruction de l'installation 04 par le Spartan 117 (événements de Halo: Combat Evolved), des systèmes automatiques de l'Arche commencèrent à concevoir un nouveau Halo, réplique de celui qui venait d'être détruit. On peut supposer que les Forunners avaient envisagé toutes les éventualités en créant l'Arche : la création d'une nouvelle installation en cas de problème devait permettre de maintenir une couverture satisfaisante sur l'univers connu par les Forunners pour une éventuelle activation simultanée des Halo.
Lors des événements de Halo 3, le major Spartan 117 faisant face sur l'Arche à une invasion du Parasite, prit la décision de l'activer pour enrayer l'infection locale. Il utilisa pour ce faire l'index d'activation de l'installation 04, toujours en possession de Cortana.
Ce Halo, n'étant pas totalement terminé, fut détruit par son activation ; l'Arche fut elle aussi gravement endommagée.

### Installation 09
L'Installation 09 fut construite à la suite de la destruction de l'installation 08 qu'il devait remplacer. Alors que le portail subspatial de l'Arche allait renvoyer l'anneau sur la position de Halo Alpha près de Treshold, l'équipage du Spirit of Fire, en lutte contre les Parias, s'empara de l'anneau dans le but de l'utiliser pour envoyer un signal de détresse préprogrammé à l'UNSC lorsqu'il aurait atteint sa destination. Le Dr Anders ne parvint toutefois pas évacuer le Halo à temps et fut transportée avec lui dans le sous-espace. Cependant l'anneau fut intercepté par un Gardien Forerunner déployé par Cortana. 